# Trachycosmidae
Trachycosmidae es una familia de arañas del orden Araneae.

## Géneros
- Boolathana Platnick, 2002
- Desognanops Platnick, 2008
- Desognaphosa Platnick, 2002
- Fissarena Henschel, Davies & Dickman, 1995
- Hemicloeina Simon, 1893
- Longrita Platnick, 2002
- Meedo Main, 1987
- Morebilus Platnick, 2002
- Neato Platnick, 2002
- Olin Deeleman-Reinhold, 2001
- Oreo Platnick, 2002
- Peeto Platnick, 2002
- Platorish Platnick, 2002
- Pyrnus Simon, 1880
- Questo Platnick, 2002
- Rebilus Simon, 1880
- Tinytrema Platnick, 2002
- Trachycosmus Simon, 1893
- Trachyspina Platnick, 2002
- Trachytrema Simon, 1909